# Hugh Fraser (Musiker)
Hugh Alexander Fraser (* 26. Oktober 1958 in Victoria, British Columbia; † 17. Juni 2020) war ein kanadischer Jazz-Pianist, Posaunist und Komponist.

## Leben
Hugh Fraser studierte bei Dave Robbins in Vancouver, dann bei Slide Hampton in New York und Kenny Wheeler in London. Schon während seines Studiums am Banff Centre arbeitete er ab 1986 als Lehrer und war 1991 Leiter des Jazzprogramms. Später unterrichtete Fraser an der Royal Academy of Music, der University of Ulster, der University of Victoria und am Victoria Conservatory of Music.

Am Beginn seiner Musikerkarriere gründete Fraser die Big Band Vancouver Ensemble of Jazz Improvisation (VEJI), mit der er 1981 auf dem Canadian Stage Band Festival auftrat. Danach arbeitete er mit dem Hugh Fraser Quintet, einer Hardbopband, mit der er auf kanadischen und internationalen Jazzfestivals spielte. Fraser arbeitete außerdem mit Jaki Byard, Clark Terry, Dizzy Gillespie, Maynard Ferguson und Billy Eckstine. 1988 entstand in Quintettbesetzung sein Debütalbum Looking Up; 1989 folgte das Album Pas des Problèmes bei CBC. Dabei trat er in erster Linie als Pianist, Komponist und Arrangeur in Erscheinung, wie bei der McCoy Tyner Hommage „Mode to McCoy“.
In den 1990er Jahren wirkte Fraser an Kenny Wheelers ECM-Album Music für Large and Small Ensembles mit; 1997 arbeitete er mit Graham Collier (The Third Colour, 1997). 2003 spielte er in der Posaunen-Band von Slide Hampton (Spirit of the Horn). 
2017 erkrankte Fraser an Krebs, trat aber bis 2019 weiter auf.

## Ehrungen
Für zwei der 17 Alben, die Fraser unter eigenem Namen aufgenommen hat, wurde er mit dem Juno Award ausgezeichnet, 1989 für Looking Up und 1998 für In the Mean Time; das Album Pas de Problem wurde 1990 für diesen Preis nominiert.

## Diskographische Hinweise
- Hugh Fraser & The Vancouver Ensemble of Jazz Improvisation: VEJI Now! (1990)
- In the Mean Time (Jazzline Records/Jazz Focus, 1997)
- Back to Back (Jazzline/Jazz Focus, 1998)
- Red & Blue (Boathouse Records, 2003)
- Pas De Problemes (CBC Records, 2003)
- Big Works (Boat House, 2005)
- Bonehenge! (Boathouse, 2005)

## Lexikalischer Eintrag
- Richard Cook, Brian Morton: The Penguin Guide to Jazz Recordings. 8. Auflage. Penguin, London 2006, ISBN 0-14-102327-9.